# Greåker IBK
Greåker IBK ist ein norwegischer Unihockey-Verein aus Greåker in der Nähe von Sarpsborg, der in der ersten Norwegischen Unihockey-Liga, der Eliteserie, spielt. Seine Heimspiele trägt der Verein in der Tindlund-Halle aus.

## Geschichte
Gegründet wurde der Verein am 12. Dezember 1990 und ist einer der ältesten Unihockeyklubs Norwegens. Die Bulldogs sind der Rekordmeister in Norwegen mit sieben Titeln und gehören zu den Gründungsmitgliedern der Eliteserie im Jahr 1994.

## Erfolge
- 8× norwegischer Meister (1992/93, 1993/94, 1995/96, 1997/98, 2000/01, 2002/03, 2005/06, 2008/09)
- 1× norwegischer Vizemeister (2006/07)
- 1× EuroFloorball-Cup-Sieger (2015)